# Розум і віра (теологія)

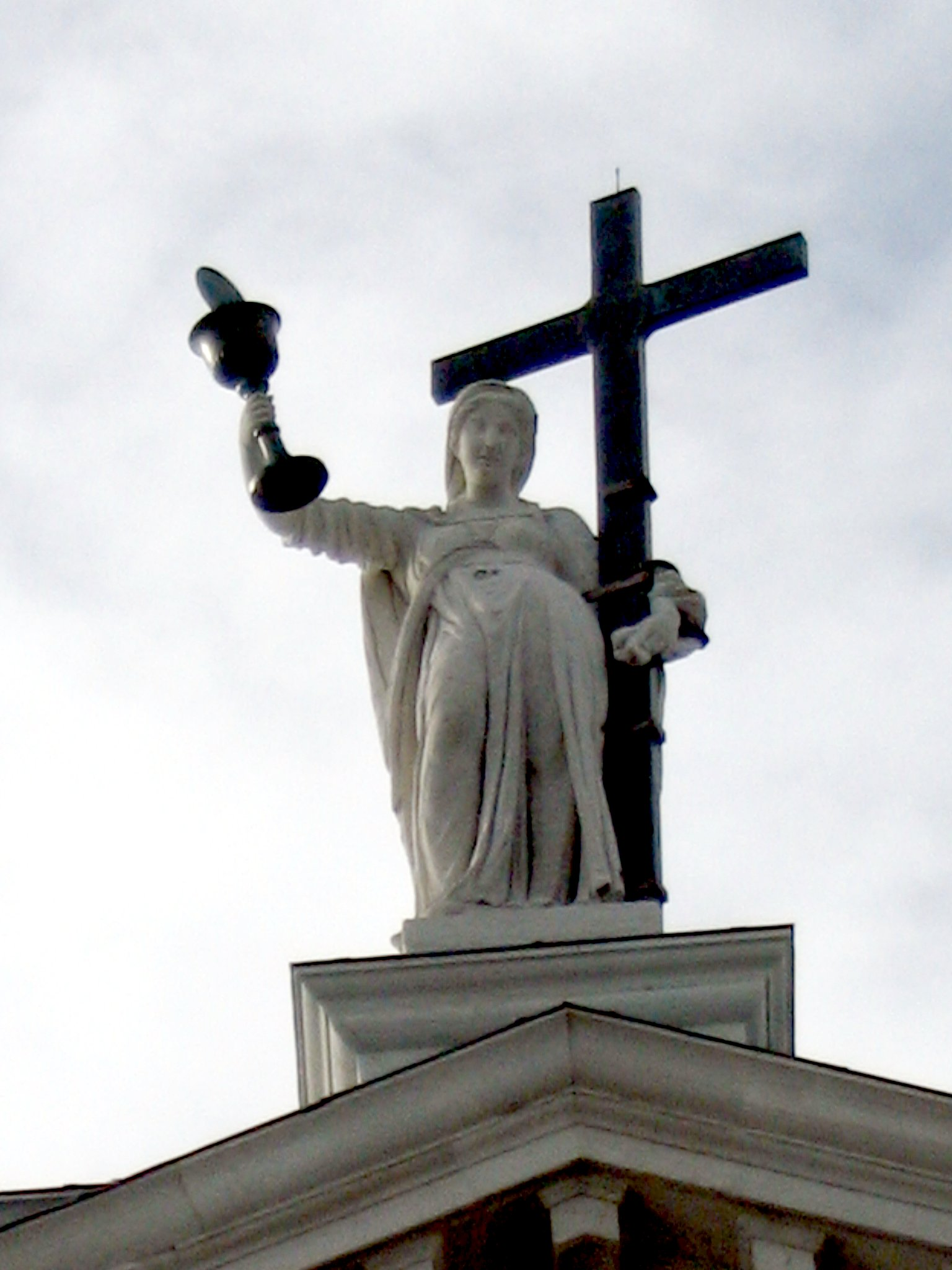
Алегорична статуя Віри у Венеції.

Розум і віра — це дві форми переконання, які співіснують з різним ступенем конфліктності або сумісності. Віра зазвичай визначається як переконання, що приймає абсолют. Натомість розум спирається на докази, що наближає об'єкт віри до ідеї міфу. На думку Папи Івана Павла ІІ, кожна з них має свою сферу реалізації, на що він натякає в енцикліці «Fides et Ratio» (1998): «Віра і розум — це як два крила, на яких людський дух злітає до споглядання істини».
Говорячи в загальних рисах, можна виділити три категорії поглядів на взаємовідносини між вірою і розумом. Раціоналізм вважає, що істина повинна визначатися розумом і аналізом фактів, а не вірою, догмами чи релігійним ученням, вважаючи їх марними у формуванні концепції світу. Фідеїзм вважає, що віра необхідна, і що переконання можуть існувати без доказів або розуму, навіть якщо вони суперечать їм. Природне богослов'я вважає віру і розум сумісними, так що докази і розум в кінцевому підсумку призводять до віри в об'єкти віри.

## Відносини між вірою і розумом
Раціоналізм, у будь-якому випадку, не займає жодної позиції щодо існування Бога, дійсності чи цінності релігії, але він відкидає будь-яке переконання, що ґрунтується виключно на вірі. Віра, з іншого боку, ґрунтується не на логічних доказах чи свідченнях, а на авторитеті Бога. За словами Папи Івана Павла ІІ, між філософським знанням і вірою існує гармонія: з католицької точки зору, віра вимагає, щоб її об'єкт був зрозумілий за допомогою розуму, а розум приймає як необхідне те, що представляє йому віра. Семантично визначення віри і раціоналізму знаходяться в логічній опозиції.
Переконання, яких дотримуються вірою, можна оцінювати залежно від того, як вони співвідносяться з судженнями розуму:
- Віра, підпорядкована розуму: З цієї точки зору, всі людські знання і розум розглядаються як залежні від віри — віри в наші почуття, віри в наші спогади і віри в настання подій, які ми отримуємо через свідчення інших людей або навколишнього середовища. Отже, віра вважається необхідною і невіддільною від розуму. Це обґрунтування значною мірою стосується історичної філософії раціоналізму і меншою мірою — сучасних раціоналістичних поглядів.
- Віра вища за розум: У цій перспективі віра охоплює питання, які вважаються реальними, але які наука і раціональність за своєю суттю не можуть вирішити. Таким чином, віра доповнює розум, даючи відповіді на питання, які в іншому випадку залишилися б без відповіді.
- Віра безвідносно до розуму: з цієї точки зору, віра розглядається як переконання, яких людина дотримується, незважаючи на докази і розум, що свідчать про протилежне. Таким чином, віра вважається шкідливою для розуму, перешкоджаючи здатності мислити.

### Апологетична точка зору: Реформатська епістемологія

#### Розум підпорядкований вірі
Перспектива, в якій розум підпорядкований вірі, стверджує, що розум покладається на віру для своєї узгодженості. Згідно з цією точкою зору, не існує способу довести, що ми дійсно бачимо те, що вважаємо, що бачимо, що те, що ми пам'ятаємо, дійсно відбулося, або що закони логіки і математики дійсно реальні. Натомість, всі переконання залежать від віри в наші почуття, спогади та переконання. Вона вважає основи раціоналізму чужими і такими, що не піддаються доведенню доказами чи розумом.
Рене Декарт, наприклад, стверджував щось подібне в «Роздумах про першу», де він міркував, що всі людські сприйняття можуть бути ілюзією, створеною злим демоном. Ілюстрації такої упередженої точки зору можна також знайти в сучасній популярній культурі, в таких фільмах, як «Матриця», що ілюструє і ставить під сумнів віру в органи чуття, і в таких фільмах, як «Згадати все», що ілюструє і ставить під сумнів віру в пам'ять. Аналогічно, буддизм тхеравади стверджує, що вся сприйнята реальність є лише ілюзією. Таким чином, стверджується, що не існує способу однозначно довести, що те, що ми сприймаємо, є реальним, тому всі наші переконання залежать від прийняття наших почуттів і спогадів з вірою.
Реформатська епістемологія стверджує, що певні переконання не можуть бути доведені розумом, але мають бути обґрунтовані вірою, і філософи та християнські апологети, такі як Елвін Плантінґа, припускають, що такі переконання є «належним чином базовими», тобто вони заслуговують на довіру навіть тоді, коли їх дотримуються без доказів. Замість того, щоб бути розвінчаними, ці переконання підтримуються, оскільки існує природна схильність вірити в них. Плантінга стверджує, що віра в Бога не обов'язково має прийти через докази та аргументи, але може бути природною та інтуїтивною «правильно базовою» вірою, заснованою на особистому досвіді.

#### Реформаторські апологети
Апологети припущень йдуть далі, стверджуючи, що існує лише «Я», а вся реальність є просто функцією нашого розуму, виходячи з передумови, що лише існування «Я» можна довести. Ця точка зору була вперше зафіксована досократівським софістом Горгієм. Сучасний раціоналізм має мало спільного з історичним континентальним раціоналізмом, поширеним Рене Декартом та іншими, які покладалися на соліпсичні міркування. Плантінга стверджує, що його аргументація не включає соліпсизм, хоча й визнає, що багато речей не можна довести за допомогою доказів і розуму. Він також стверджує, що речі існують поза розумом. Таким чином, він робить висновок, що віра дозволяє нам «знати» речі, які не можуть бути строго доведені.

#### Віра поза межами розуму
Позиція, яка представляє віру як таку, що спрямовує справи за межі розуму, стверджує, що віра є доповненням до розуму, оскільки вона передбачає обмежену сферу раціонального людського пізнання.
Ця точка зору виражена в Біблії наступним чином:
- «Віра є підставою для надії, те, що переконує про речі, недоступні для споглядання». Євреїв 11:1 (УТТ)
- «Тепер бачимо, як у дзеркалі, неясно; тоді ж — обличчям до обличчя. Тепер знаю частково, а тоді пізнаю так, як і сам був пізнаний.» 1 Коринтян 13:12 (УТТ)

По суті, з цієї точки зору, віра відповідає усвідомленим ідеям, які, хоча, можливо, і є цілком істинними, але ще не можуть бути повністю вирішені нашим розумом.

Дехто вважає, що суворий раціоналізм виключає цей тип віри, роблячи висновок, що раціональне мислення, успішно пояснюючи фізичні явища, робить нелегітимним знання, яке походить з-поза сфери раціонального мислення. Згідно з цією лінією міркувань: 
«Наша культура, в якій домінує наука, виключила релігійний досвід як ключ до реальності, але на якій підставі? Наука в 1600-х роках була настільки успішною в розумінні фізичного виміру реальності, що люди в 1700-х роках почали думати, що фізичний вимір може бути єдиним виміром реальності. Але успіх в одній області дослідження не робить недійсними інші області. Тягар доведення лежить на тих, хто виключає певний тип досвіду як джерело знання».
З цієї точки зору, віра не є статичним переконанням, відірваним від розуму і досвіду, і вона не є нелегітимним джерелом знання. Навпаки, віра передбачає осягнення речей, які можна розпізнати через досвід, і поширюється на речі, які є істинними, але не можуть бути повністю зрозумілими, а отже, є дійсною в тій мірі, в якій вона відповідає на парадокси, що їх знищує раціональне мислення. Переконання, яких дотримується такий тип віри, розглядаються як динамічні та мінливі, оскільки людина зростає в досвіді та знаннях, аж поки її «віра» не стає «зором». Цей тип індуктивних міркувань часто зустрічається в містицизмі.

## Раціоналістична точка зору
З цієї точки зору вважається, що віра підриває здатність мислити. Віра не може бути підтримана як переконання, що протистоїть раціональному обґрунтуванню. Коли істина визначається вірою, догмою, «інтуїтивним досвідом», «містичним спогляданням надприродного» або «осяянням», а не розумом чи аналізом фактів, не існує об'єктивного критерію, щоб визначити, чи є твердження істинним. Тримання за ілюзії як когнітивні нахили призводить до довільних ідей, які, незалежно від того, приймаються вони як істинні чи хибні, не є дійсними силогізмами. Така непередбачуваність перешкоджає раціональному синтезу віри, і якщо стверджувати її без демонстрації чи доказів, вона буде виглядати все більш непослідовною чи сфабрикованою. Прикладом може бути твердження, що віра забезпечує впевненість в «істині», яка не залежить від фактичної здатності її обґрунтувати - тобто тавтологічна непослідовність.
Взаємозв'язок між розумом і вірою - філософією і Словом Божим — вивчали різні мислителі західної традиції, такі як Джон Генрі Ньюмен, Антоніо Росміні, Жак Марітен, Етьєн Жільсон та Едіт Штайн. У східній традиції цю тему також досліджували такі мислителі, як Володимир Соловйов, Павло Флоренський, Петро Кадаєв та Володимир Лоський.

## Обґрунтування та критика
Виправдання віри як раціональної ґрунтуються на семантичних та епістемологічних стратегіях:
1. Семантично точніші визначення раціоналізму, які дозволяють розглядати віру як раціональну:
1a. Розширення визначення віри, щоб включити віру як переконання, яке спирається на логічний доказ або матеріальні докази.
1b. Послаблення визначень доказу, доказів, логіки, раціональності і т.д., щоб дозволити більш низький стандарт доказу.
2. Атака на епістемологічні основи розуму, стверджуючи, що певні переконання, не підкріплені розумом або доказами, є фундаментально базовими, тому що вони інтуїтивні або що ми «природно схильні» вірити в них. 
Семантична стратегія (номер 1) поширена серед тих, хто стверджує, що віра виводить питання за межі сфери розуму, тоді як епістемологічна стратегія (номер 2) використовується тими, хто стверджує, що розум підпорядкований вірі.
Критики віри, що розглядається як раціональна, стверджують, що семантичні аргументи є особливим благанням, логічною помилкою. Поширеним спростуванням епістемологічної атаки на раціональність є те, що якщо, коли вона повністю застосовується, дозволяє вважати будь-яку довільну віру раціональною, то можна стверджувати, що віра в Невидимого Рожевого Єдинорога є належним чином базовою, використовуючи ту ж саму аргументацію. Захисники реформаторської епістемології стверджують, що у них є критерій «належної фундаментальності»», досягнутий за допомогою індуктивного процесу. Вони розрізняють переконання та умови, за яких людина вірить, і співвідносять переконання та умови у впізнавані групи: ті, що є належним чином базовими, і ті, що не є такими.
Вони стверджують, що як істоти ми «природно схильні» до віри в Бога, і тому віра є фундаментально базовою і раціональною, але віра в Невидимого Рожевого Єдинорога чи інші логічні абсурди не має такої умови і не є фундаментально базовою, а отже, не є раціональною. Критики відповідають на цю лінію міркувань, що хоча ми можемо бути «природно схильні» до віри (переконання), з цього не випливає, що віра є фундаментально базовою і, отже, раціональною.
Деякі релігії стверджують, що той факт, що людина має обмежені інтелектуальні здібності та обмежені органи чуття й інструменти, означає, що ми не можемо претендувати на абсолютне осягнення всього, що існує, оскільки це виключило б усе, що перевищує нас. З цієї точки зору, люди не можуть говорити від імені «Розуму», а радше від імені «людського розуму», застосованого до «людського знання». Наприклад, спільнота мавп найрозумнішого виду також не мала б повноважень встановлювати все, що існує, просто тому, що вони володіють інтелектом, який є обмеженим і навіть більш обмеженим, ніж наш! Або гіпотетичний вид з інтелектом, еквівалентним інтелекту 6-річної дитини, для іншого ілюстративного прикладу. Тому для багатьох релігійних людей люди роблять помилкові приписування собі, ніби вони мають «розум і знання» в максимально можливому обсязі.
З цього релігійна людина робить висновок, що людина також не має права називати щось «раціональним» чи «ірраціональним», не боячись помилитися, бо все є відносним до її обмежених і недосконалих знань та інтелекту. Щось може бути цілком раціональним, але перебувати за межами людського інтелекту.
Релігійна людина також стверджує, що стверджувати «це ірраціонально» в абсолютних термінах є продуктом «віри» або «переконання» через брак повної раціональності і знань, щоб перевірити це (не кажучи вже про те, що людське мислення не тільки обмежене, але й може бути схильне до помилок).
Для релігійної людини більш реалістичним було б сказати: «Це, очевидно, ірраціонально по відношенню до людських знань та інтелектуальних здібностей».
Релігійна людина також не впевнена, що «Розум» є найвищим атрибутом у всьому Всесвіті, який може просвітити нас до істини (під Всесвітом ми маємо на увазі все, що існує, а не лише фізичну систему, яка називається космосом, в яку ми занурені). «Розум» - це людська якість, яка найочевидніше відрізняє нас від інших відомих видів, тому люди вважають його найвищою якістю, але це також не можна довести.
Релігійна людина не виключає, що можуть існувати інші здібності, які є вищими за розум, а це означає, що навіть при досконалій і необмеженій раціональності її може бути недостатньо. Також не було доведено, що за допомогою розуму ми можемо досягти всієї істини у Всесвіті, але це приймається як незаперечна істина.
Людина науки вірить, що людський розум може пояснити все. Хоча неможливо визначити, чи може розум, у своїй максимальній величині і вільний від помилок, пояснити весь всесвіт, не кажучи вже про людську обмеженість, не кажучи вже про розум. Незважаючи на це, людина науки не залишає ту частину, яку ще не можна пояснити, вільному тлумаченню віри, бо віра суперечить науковому методу. Сцієнтизм не визнає форм знання, які не піддаються емпіричній перевірці відповідно до параметрів експериментальних наук. Релігійні, етичні та естетичні знання він відносить до особистої сфери. Цінності стають продуктом емоцій кожної людини. На думку католицького Папи Івана Павла ІІ, така позиція призвела б до збіднення людської рефлексії.
Отже, «розум» - це дуже добре, але стверджувати, що він є найвищою якістю у Всесвіті - це авантюрне твердження. Це також невідомо, тому багато релігій заохочують використання розуму, але водночас відкривають нові горизонти і можливості.
Багато релігій вважають, що ми не повинні дозволяти собі заперечувати все, що знаходиться поза межами наших можливостей, тому що ми можемо зректися великих істин. Католицизм, наприклад, завжди заохочував використовувати всі засоби для пошуку істини, саме тому в Середньовіччі спостерігався історичний розквіт католицьких університетів і шкіл. Однак він також дає нам усвідомлення того, що можуть існувати інші тонкі реальності, які людина не може осягнути своїми власними можливостями. Католицизм не вимагає сліпої і мертвої віри, але запрошує до особистої зустрічі з Богом через пошук Його в нашому житті. Бо в Його силах об'явити Себе через Свій вищий і недосяжний стан.
Католицька Церква завжди зверталася до науки як для проголошення «чудес», так і для прояснення фактів, оскільки суспільство все частіше вимагало логічних або наукових доказів, щоб прийняти щось, засноване на простій вірі. Католицька церква навіть мала численних власних вчених, таких як єзуїти. Однак не спостерігалося зворотного, тобто, що наука звертається до Церкви або релігійних осіб, щоб прояснити свої сумніви, оскільки їхні відповіді позбавлені логічного сенсу, оскільки не ґрунтуються на науковому методі.